# Charlotte Lawrence
Charlotte Sarah Lawrence (Los Angeles, 8 giugno 2000) è una cantautrice e modella statunitense.
Figlia dell'attrice Christa Miller e del produttore televisivo Bill Lawrence, ha iniziato la sua carriera musicale nel 2014 ma ha iniziato a pubblicare musica in maniera più sistematica soltanto dal 2017. L'artista ha pubblicato il suo EP di debutto Young nel 2018.

## Carriera

### Musica
Lawrence pubblica il suo singolo di debutto The Finish Line nel 2014, a cui fa seguito Ever After nel 2015, entrambi come artista indipendente. A partire dal 2017, Lawrence inizia a pubblicare musica con maggiore regolarità, sempre come artista indipendente iniziando con una cover di You're The One That I Want dalla colonna sonora di Grease e proseguendo con musica inedita. Dopo numerosissimi singoli editi tra 2017 e 2018, Larence ha pubblicato l'EP Young nel 2018, sempre in qualità di artista indipendente.
Dopo aver pubblicato vari altri stand-allone singles da artista indipendente, Lawrence ha firmato un contratto con la Atlantic Records nel 2019, pubblicando il singolo Why Do You Love Me come primo singolo con una major discografica. Nel 2020, dopo aver pubblicato vari altri brani, Lawrence viene inclusa nella colonna sonora del film Birds Of Prey con il brano Joke's On You. La canzone viene posizionata nei titoli di testa del film. Sempre nel 2020 prende parte all'album per bambini At Home With The Kids con il brano Lavander's Blue. Nella prima settimana del 2021 pubblica il singolo Talk You Down.

### Moda
Come modella, Charlotte Lawrence è legata da un contratto all'agenzia IMG Models. Questo le ha dato modo di posare per le copertine di importanti riviste come Harper's Bazaar e Teen Vogue.

## Vita privata
Durante la pandemia da COVID-19, Lawrence ha dichiarato di aver contratto il citato virus.

## Discografia

### EP
- 2018 – Young

### Singoli
- 2014 – The Finish Line
- 2015 – Ever After
- 2017 – You're the One That I Want
- 2017 – Seventeen
- 2017 – Sleep Talker
- 2018 – Just The Same
- 2018 – Psychopath (feat. Nina Nesbitt e Sasha Sloan)
- 2018 – Keep Me Up
- 2018 – Everybody Loves You
- 2018 – Young & Reckless
- 2018 – Wait Up
- 2018 – The Few Things (feat. JP Saxe)
- 2018 – Stole Your Car
- 2019 – Why Do You Love Me
- 2019 – Navy Blue
- 2019 – God Must Be Doing Cocaine
- 2020 – Joke's on You
- 2020 – Slow Motion
- 2021 – Talk You Down
- 2024 – I Don’t Wanna Dance

## Filmografia

### Televisione
- Bad Monkey – serie TV, 8 episodi (2024)
- Doctor Odyssey - serie TV, episodio 13 (2025)

## Doppiatrici italiane
Nelle versioni in italiano delle opere in cui ha recitato, Charlotte Lawrence è stata doppiata da:
- Marta Rapperini Tesoro in Doctor Odyssey